# خوسيه غوتيريز (لاعب كرة قدم)
خوسيه غوتيريز هو لاعب كرة قدم إكوادوري في مركزي الوسط والهجوم، ولد في 3 مارس 1993 في سانتو دومينغو في الإكوادور. شارك مع منتخب الإكوادور تحت 20 سنة لكرة القدم. أما مع النوادي، فقد لعب مع إل. دي. يو. كيتو.

## وصلات خارجية
- خوسيه غوتيريز (لاعب كرة قدم) على موقع قاعدة بيانات كرة القدم.إي يو (الإنجليزية)
- خوسيه غوتيريز (لاعب كرة قدم) على موقع Soccerway.com (الإنجليزية)